# Alessandro Varini
Alessandro Varini (Roma, 24 giugno 1900 – Roma, 24 novembre 1944) è stato un calciatore italiano, di ruolo attaccante.

## Carriera
Dal 1914 al 1925 gioca per otto stagioni in massima serie con la Lazio, disputando in totale 52 gare ufficiali nelle quali segna 10 reti.
Nel 1922-1923, anno in cui disputa 4 partite con i romani, raggiunge la finalissima per il titolo nazionale, persa contro il Genoa. L'anno successivo gioca in maglia biancoceleste 4 partite segnando 2 gol.